# Мадлен (острова, Сенегал)
Острова Мадлен (фр. Iles des Madeleines) — небольшие необитаемые острова примерно в 4 км от Дакара, столицы Сенегала, а также одноимённый национальный парк.

## География
Длина самого крупного остров Сарпан (иногда называемого «змеиным») около 500 м. Большую часть острова покрывают степи, в южной части находятся скалы, высота которых достигает 35 м.

## История
В 1765 году Дарнел объявил острова «навечно перешедшими во владение французской Короны». В 1770 году на острове поселился господин Лакомб, пытавшийся безуспешно выращивать овощи.
В 1944 году был проект разместить на островах футбольное поле, кинотеатр и другие развлекательные заведения. В 1949 году было решено защищать флору и фауну острова, в 1976 году был создан национальный парк.

## Национальный парк
Считается одним из самых маленьких национальных парков в мире. Включён в предварительный список Всемирного наследия ЮНЕСКО.
На острове найдены следы древних поселений, орудия каменного века. Местные легенды говорят о том, что на островах живёт злой дух Ndoek-Daour.
На острове обитает редкий вид птиц рода фаэтонов (Phaethon aethereus mesonauta).